# Michael Strunge-prisen
Michael Strunge-prisen er en dansk litteraturpris, der er blevet uddelt siden 1989. Prisen er opkaldt efter forfatteren Michael Strunge og blev oprindeligt tildelt lyrikere, der havde debuteret efter 1986. Forlaget Borgen stod bag uddelingen, men fra 2012 overtog Gyldendal forlag.
Efter at Gyldendal tog over, blev betingelserne for at vinde prisen ændret således, at den fremover tildeles en dansksproget skønlitterær forfatter indenfor enhver form for skønlitteratur. Prisbeløbet blev desuden forhøjet til 50.000 kroner.

## Prisvindere
| Årstal | Modtager                 | Kommentar                  |
| ------ | ------------------------ | -------------------------- |
| 2018   | Jonas Eika               | For Efter Solen (noveller) |
| 2017   | Caroline Albertine Minor | For Velsignelser (novelle) |
| 2016   | Caspar Eric              | For Nike (lyrik)           |
| 2015   | Olga Ravn                | For Celestine (roman)      |
| 2014   | Theis Ørntoft            | For Digte 2014 (lyrik)     |
| 2013   | Sissel Bergfjord         | For SortedamI (roman)      |
| 2012   | René Jean Jensen         | 50.000 kroner              |
| 2008   | Lars Skinnebach          |                            |
| 2006   | Martin Glaz Serup        |                            |
| 2004   | Lone Hørslev             |                            |
| 2002   | Mikkel Thykier           |                            |
| 2000   | Tomas Thøfner            | 25.000 kroner              |
| 1998   | Morten Søndergaard       |                            |
| 1998   | Niels Lyngsø             |                            |
| 1996   | Nikolaj Nørlund          |                            |
| 1994   | Nicolaj Stochholm        |                            |
| 1992   | Karen Marie Edelfeldt    |                            |
| 1991   | Jesper Berg              |                            |
| 1990   | Simon Grotrian           |                            |
| 1989   | Carsten René Nielsen     |                            |